# Berchères-sur-Vesgre
Berchères-sur-Vesgre är en kommun i departementet Eure-et-Loir i regionen Centre-Val de Loire strax norr om centrala Frankrike. Kommunen ligger i kantonen Anet som tillhör arrondissementet Dreux. År 2022 hade Berchères-sur-Vesgre 855 invånare.

## Befolkningsutveckling
Antalet invånare i kommunen Berchères-sur-Vesgre
Referens:INSEE